# Ahmed Al-Shaji
Ahmed Al-Shaji (Arabic:أحمد الشاجي) (sinh ngày 3 tháng 5 năm 1986) là một cầu thủ bóng đá người Các Tiểu vương quốc Ả Rập Thống nhất. Hiện tại anh thi đấu cho Emirates Club.